# Cody (Nebraska)
Cody é uma vila localizada no estado americano de Nebraska, no Condado de Cherry.

## Demografia
Segundo o censo americano de 2000, a sua população era de 149 habitantes.
Em 2006, foi estimada uma população de 143, um decréscimo de 6 (-4.0%).

## Geografia
De acordo com o United States Census Bureau, a localidade tem uma área de 2,7 km², sem área coberta por água.

## Localidades na vizinhança
O diagrama seguinte representa as localidades num raio de 36 km ao redor de Cody.